# 鸡泽县
鸡泽县隶属于河北省邯郸市，位于河北省南端，邯郸市东北部，太行山东麓海河平原的黑龙港流域，地处晋、冀、鲁、豫四省交界区域，中原经济协作区范围内，西临京广客运专线，规划中的邯港高速公路和邯郸黄骅港铁路和邢台至和顺连接线在境内交汇，呈丁字形过境并设有两个编组站，西北距省会石家庄市162公里，距首都北京324公里，西南距邯郸市65公里；西及西南与永年区接壤，东及东南与曲周县交界，北与邢台市的南和县、平乡县为邻。东西距21公里，南北距23公里，县人民政府驻鸡泽镇人民東路189號。
鸡泽县是九国诸侯同盟地、名士毛遂故里、毛苌、毛亨祖籍地和生长地、中国辣椒之乡、千年古县、亦是毛姓氏族的发源地。

## 名称由来
雞澤之名，最早見於史書《春秋經》，因百鳥棲息、水草豐美，“鳥棲奚旁意為鷄，水草相依名為澤”，故名“雞澤”。

## 地理位置
鸡泽县位于河北省南部，邯郸市东北部，西及西南与永年区接壤，东及东南与曲周县交界，北与邢台市的南和县、平乡县为邻。东西距21千米，南北距23千米。

## 行政区划
鸡泽县下辖4个镇、3个乡：
鸡泽镇、小寨镇、双塔镇、曹庄镇、浮图店镇、吴官营镇和风正乡。

## 人口
根據第七次人口普查數據，截至2020年11月1日零時，雞澤縣常住人口為297425人。